# Adolfo Farsari

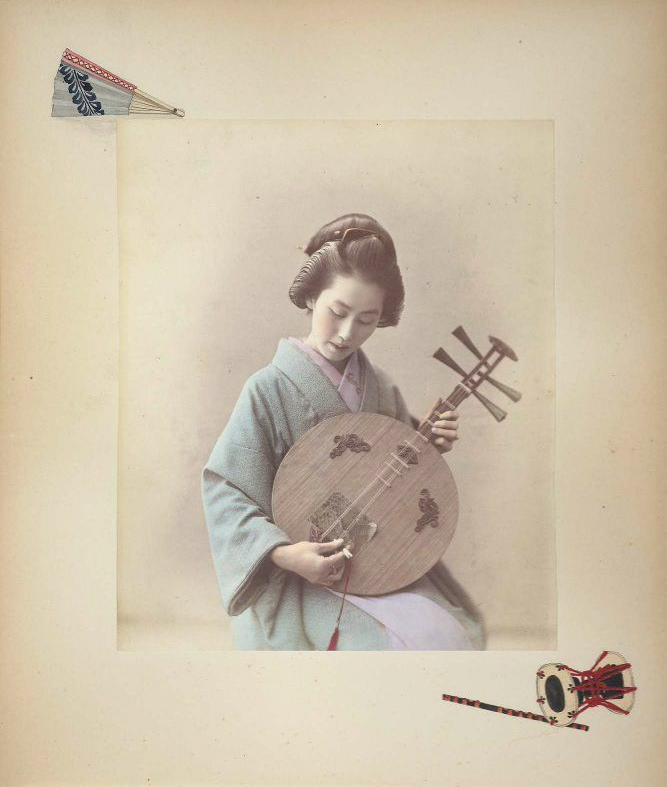
Porträt einer Frau, die eine Yueqin spielt. Handkoloriert. Ca. 1886.

Adolfo Farsari (* 11. Februar 1841 in Vicenza, Italien; † 7. Februar 1898, ebenda) war ein italienischer Fotograf, der in Yokohama arbeitete.

## Leben und Werk
Zu seinen Motiven zählten vor allem Personen, Landschaften und typische Bauwerke japanischer Architektur. Die zuerst monochromen Fotos kolorierte er mühevoll per Hand. Farsari nahm bedeutenden Einfluss auf die spätere Entwicklung der Fotografie in Japan.